# ريك ديفيس (عضو مجموعة ضغط)
ريك ديفيس (بالإنجليزية: Rick Davis)‏ هو عضو مجموعة ضغط أمريكي، ولد في 1959.